# 日本造園学会賞
日本造園学会賞（にほんぞうえんがっかいしょう）は、公益社団法人日本造園学会が設けている国内で最も権威のある造園の賞。日本国内における造園・ランドスケープ分野で功績をあげた個人、団体を称え授与される。

## 歴代受賞作品・受賞者
設計部門・技術部門
| 受賞年           | 受賞賞                 | 受賞者 | 受賞内容 |
| ---------------- | ---------------------- | --- | --- |
| 2022年度         | 著作部門               | 北海道建設部まちづくり局 都市環境課公園計画係 および 執筆者一同                                                | 北海道の公園150年                                                                                              |
| 2022年度         | 著作部門               | 兵庫県立淡路景観園芸学校/兵庫県立大学大学院緑環境景観マネジメント研究科 新展開プロジェクト会議 および 林まゆみ | オープンスペースから都市を創る～コロナ後に向けた世界のパイオニアプロジェクト～                                 |
| 2021年度         | 研究論文部門           | 塚田伸也 | オープンスペースにおける利用環境と評価に関する研究                                                             |
| 2021年度         | 著作部門               | 石川幹子 | グリーンインフラ－地球環境の持続的維持に向けて                                                                 |
| 2021年度         | 著作部門               | 松木裕美 | イサム・ノグチの空間芸術 危機の時代のデザイン                                                                  |
| 2021年度         | 設計作品部門           | 桝井淳介 | 実相寺客殿庭「壱天四海の庭」                                                                                   |
| 2021年度         | 設計作品部門           | 山木慎介・若生謙二・渡辺美緒・堀井大輔                                                                         | 上野動物園 パンダのもり                                                                                        |
| 2021年度         | 事業・マネジメント部門 | プレック研究所                                                                                                 | PREC Study Report                                                                                              |
| 2021年度         | 事業・マネジメント部門 | 内藤廣・篠沢健太・平野勝也・奥山伊作・プレック研究所・内藤廣建築設計事務所                                     | 高田松原津波復興祈念公園 国営追悼・祈念施設                                                                    |
| 2020年度         | 研究論文部門           | 高瀬唯 | 日本における緑地保全活動での市民参加促進の方針決定に関するプロセスモデルの構築                                 |
| 2020年度         | 著作部門               | 埴生雅章 | 現象のデザイン－自然美が出現する庭をつくる                                                                     |
| 2020年度         | 設計作品部門           | 石井秀幸・野田亜木子                                                                                           | 町田薬師池公園 四季彩の杜 西園ウェルカムゲート                                                                 |
| 2020年度         | 事業・マネジメント部門 | 秋田典子・一般社団法人雄勝花物語・鎌田秀夫                                                                     | 「雄勝ローズファクトリーガーデン」を通じた津波被災低平地における持続的ランドスケープマネジメント               |
| 2020年度         | 事業・マネジメント部門 | 山田咲・加藤友規・阪上富男・太田絢子                                                                           | 文化財庭園における本質的価値の尊重と新たな価値創造型サービス－名勝無鄰菴庭園等に見られる管理・運営マネジメント |
| 平成30年度       | 研究論文部門           | 中澤圭一 | 尾瀬における自然保護施策の成立過程の研究 －国立公園協働型管理運営への視座－                                    |
| 平成30年度       | 研究論文部門           | 水谷知生 | わが国の公用制限による国立公園の成立過程に関する研究                                                           |
| 平成30年度       | 著作部門               | 花村周寛 | まなざしのデザイン <世界の見方>を変える方法                                                                    |
| 平成30年度       | 著作部門               | 舟引敏明 | 都市のランドスケープ関連法制度の論考に関する一連の著作                                                         |
| 平成30年度       | 設計作品部門           | 西辻俊明 | 水の都大阪の歴史と自然を継承する中之島公園の再整備計画および設計                                               |
| 平成30年度       | 技術部門               | 山口満氏・渡辺伸也・加藤友規・佐々木葉二・長谷川浩己・吉武宗平                                                 | 伝統技術を活用した敷石の「ユニット工法」による「あらたなあられこぼし                                           |
| 平成30年度       | 事業・マネジメント部門 | 特定非営利活動法人 ガーデンアイランド北海道                                                                    | ガーデンアイランド北海道の取り組み                                                                             |
| 平成30年度       | 奨励賞研究論文部門     | 張亜平 | 中国清代・円明園における庭園空間の構成及び特徴に関する研究                                                     |
| 平成29年度       | 設計作品部門           | 石垣良弘・岩瀬諒子                                                                                             | 上野恩賜公園竹の台地区における利活用の活性化に資する再整備                                                     |
| 平成29年度       | 設計作品部門           | 忽那裕樹 | 木津川遊歩空間整備事業「トコトコダンダン」                                                                     |
| 平成29年度       | 設計作品部門           | 白砂伸夫 | アカオハーブ&ローズガーデン他、一連のバラを中心としたローズガーデンの設計作品                                  |
| 平成29年度       | 技術部門               | 三谷徹・戸田知佐・幸村世根光                                                                                   | 品川セントラルガーデン                                                                                         |
| 平成29年度       | 設計作品部門奨励賞     | 宇佐見博之 | 周辺環境と調和させる集合住宅の住空間デザイン                                                                   |
| 平成29年度       | 設計作品部門奨励賞     | 吉田謙一 | 高低差のある地形をつなぎ回遊するシークエンスデザイン                                                           |
| 平成29年度       | 技術部門奨励賞         | 該当者なし | |
| 平成28年度       | 設計作品部門           | 該当者なし | |
| 平成28年度       | 技術部門               | 仲田茂司・根本哲夫・小松良朗・打越美由紀・堀大才                                                               | フローラル・マット等在来野生種による植生ブロックマットの開発                                                   |
| 平成28年度       | 技術部門               | 三戸久美子 | 新ダイビル「堂島の杜」の設計施工技術                                                                           |
| 平成28年度       | 設計作品部門奨励賞     | 荒木美眞 | センペルセコイアのある苔庭（GULIGULI他1作品）                                                                  |
| 平成28年度       | 技術部門奨励賞         | 持田太樹 | UR都市機構の都市再生事業等における環境に配慮した取り組みに関する技術報告                                       |
| 平成27年度       | 技術部門               | 該当者なし | |
| 平成27年度       | 設計作品部門           | 蕪木伸一・山下剛史・北脇優子                                                                                   | 大手町タワー「大手町の森」                                                                                     |
| 平成27年度       | 設計作品部門           | 戸田知佐 | 諏訪2丁目住宅建替え計画／Brillia多摩ニュータウン                                                               |
| 平成27年度       | 設計作品部門           | 村田周一 | あさひかわ北彩都ガーデン                                                                                       |
| 平成27年度       | 技術部門研究奨励賞     | 該当者なし | |
| 平成27年度       | 設計作品部門研究奨励賞 | 該当者なし | |
| 平成26年度       | 技術部門               | 松井孝子 | 小笠原諸島世界自然遺産の登録推進及び適切な管理の実現に向けた一連の業績                                         |
| 平成26年度       | 設計作品部門           | 樫野直広 | マレーシア・プトラジャヤ植物園計画設計                                                                         |
| 平成26年度       | 技術部門研究奨励賞     | 加藤真司 | 屋内空間の緑化技術                                                                                             |
| 平成26年度       | 技術部門研究奨励賞     | 嶽山洋志 | 環境教育に資する教材開発                                                                                       |
| 平成26年度       | 設計作品部門研究奨励賞 | 該当者なし | |
| 平成25年度       | 技術部門               | 鈴木雅和 | 筑波山梅林再生プロジェクト                                                                                     |
| 平成25年度       | 設計作品部門           | 清水達也 | 道の駅「天童温泉」と天童の町づくり                                                                             |
| 平成25年度       | 設計作品部門           | 宮城俊作・吉田新・霜田亮祐                                                                                     | 式年遷宮記念せんぐう館のランドスケープデザイン                                                                 |
| 平成25年度       | 技術部門研究奨励賞     | 該当者なし | |
| 平成25年度       | 設計作品部門研究奨励賞 | 杉浦榮 | 前沢ガーデン桜花園‐YKK75周年記念事業‐他2作品                                                                   |
| 平成25年度       | 設計作品部門研究奨励賞 | 長濱伸貴 | なんばパークス2期ランドスケープデザイン他2作品                                                                 |
| 平成24年度       | 技術部門研究奨励賞     | 粟野隆 | 歴史的庭園の調査と保存のための技術に関する研究                                                                 |
| 平成24年度       | 技術部門               | 矢野和之・飛田範夫・高崎康隆                                                                                   | 名勝楽山園整備事業                                                                                             |
| 平成24年度       | 設計作品部門           | 該当者なし | |
| 平成24年度       | 設計作品部門研究奨励賞 | 該当者なし | |
| 平成23年度       | 技術部門               | 辻本智子 | 兵庫県立淡路夢舞台温室・奇跡の星の植物館の展示に係るプロデュース、設計、施工、管理運営に関する造園技術         |
| 平成23年度       | 設計作品部門           | 向山雅之 | 神宮前一丁目民活再生プロジェクト                                                                               |
| 平成23年度       | 技術部門研究奨励賞     | 萩野一彦 | 造園空間整備プロセスにおける計画、設計、施工、管理のあり方に関する一連の技術報告                               |
| 平成23年度       | 設計作品部門研究奨励賞 | 植田直樹 | 丸の内パークビルディング・一号館広場およびその他の作品                                                         |
| 平成22年度       | 技術部門               | 伊東伴尾 | トルコ共和国三笠宮記念庭園の植栽と管理システムに関する造園技術                                                 |
| 平成22年度       | 設計作品部門           | 岡田憲久 | 武田薬品研修所の全体景と石庭－九山八海の庭－                                                                   |
| 平成22年度       | 設計作品部門           | 髙﨑康隆 | 田園調布の四季の庭                                                                                             |
| 平成22年度       | 技術部門研究奨励賞     | 荒井歩 | 石川県輪島市大沢・上大沢における間垣維持管理の工程                                                             |
| 平成22年度       | 技術部門研究奨励賞     | 土沼隆雄 | ポートランド日本庭園のディレクターシステムが果たした役割・意義と国際交流の多面的効果                           |
| 平成22年度       | 設計作品部門研究奨励賞 | 清水達也 | 道の駅「天童温泉」他2作品                                                                                      |
| 平成22年度       | 設計作品部門研究奨励賞 | 戸田知佐 | ROKI グローバル本社ビル ランドスケープ他2作品                                                                  |
| 平成22年度       | 設計作品部門研究奨励賞 | 吉澤力 | 中京大学豊田キャンパスの改修ランドスケープ他3作品                                                              |
| 平成21年度       | 技術部門               | 徳永哲 | 五木村頭地代替地のランドスケープ計画・設計                                                                     |
| 平成21年度       | 設計作品部門           | 三谷景一郎 | シスメックステクノパークの造園設計－文化と科学の融合から，新しい発想を生む仕掛け－                             |
| 平成21年度       | 設計作品部門           | 米田正人・石井ちはる                                                                                           | アイランドシティ中央公園                                                                                       |
| 平成21年度       | 技術部門研究奨励賞     | 岩崎哲也 | 都市内緑地への生き物の誘致技術の検証過程                                                                       |
| 平成21年度       | 技術部門研究奨励賞     | 八色宏昌 | 高層集合住宅における屋上ビオトープ管理マニュアルの作成                                                         |
| 平成21年度       | 設計作品部門研究奨励賞 | 山田匡・小野光則・忽那裕樹                                                                                     | 近畿大学本部キャンパス洗心の庭                                                                                 |
| 平成21年度       | 設計作品部門研究奨励賞 | 小池孝幸 | 東京大学駒場コミュニケーション・プラザ                                                                         |
| 平成20年度       | 技術部門               | （該当者なし）                                                                                                 | |
| 平成20年度       | 設計作品部門           | 岩谷浩三 | 茶人岩谷浩三による一連の露地作庭と活動化                                                                       |
| 平成20年度       | 設計作品部門           | 金清典広 | 高橋建設社屋造園設計                                                                                           |
| 平成19年度       | 技術部門               | 糸谷正俊 | 都市防災公園に係わる一連の調査および計画・設計技術の体系化                                                     |
| 平成19年度       | 設計作品部門           | （該当者なし）                                                                                                 | |
| 平成18年度       | 技術部門               | 一場博幸 | 尾瀬における利用体験上の収容力に関する調査手法の開発                                                           |
| 平成18年度       | 設計作品部門           | （該当者なし）                                                                                                 | |
| 平成17年度       | 技術部門               | 前澤洋一 | 2005年日本国際博覧会（愛知万博）における環境影響評価（自然環境分野）の推進                                     |
| 平成17年度       | 設計作品部門           | 三谷康彦・佐野藤右衛門                                                                                         | 京都迎賓館庭園プロジェクト                                                                                     |
| 平成17年度       | 設計作品部門           | 津田主税 | 関西労災病院ホスピタルパーク『いぶきの園』                                                                     |
| 平成17年度       | 設計作品部門           | 林広一 | なんばパークスパークスガーデン植栽設計                                                                         |
| 平成17年度       | 設計作品部門           | 吉村純一 | 城西国際大学ランドスケープデザイン                                                                             |
| 平成16年度       | 技術部門               | 森下元之 | 難波宮跡公園化の事業推進                                                                                       |
| 平成16年度       | 設計作品部門           | 西田正徳 | 晴海トリトンスクエアにおける花による植栽デザイン                                                               |
| 平成16年度       | 設計作品部門           | 平賀達也 | 飯田町アイガーデン・エア                                                                                       |
| 平成15年度       | 技術部門               | 白井浩司 | 武蔵野緑町団地の建替事業における造園計画                                                                       |
| 平成15年度       | 設計作品部門           | 稲田純一 | シンガポールにおけるパサリスパーク，マリーナシティーパークおよび国立植物園の整備                               |
| 平成14年度       | 設計作品部門           | 長谷川浩己 | 多々良沼公園／館林美術館ランドスケープデザイン                                                                 |
| 平成13年度       | 設計作品部門           | （該当者なし）                                                                                                 | |
| 平成12年度       | 設計作品部門           | 板谷邦夫 | 札幌芸術の森の設計                                                                                             |
| 平成12年度       | 設計作品部門           | 椎名和美 | 兵庫県立淡路景観園芸学校の敷地設計                                                                             |
| 平成12年度       | 設計作品部門           | 本田浩・勝村実                                                                                                 | 横浜動物園ズーラシア第1次開園区域展示設計                                                                      |
| 平成11年度       | 設計作品部門           | 浅野房世 | 大泉緑地・ふれあいの庭                                                                                         |
| 平成10年度       | 設計作品部門           | 石村敏哉 | 台湾宜蘭縣立羅東運動公園の設計                                                                                 |
| 平成10年度       | 設計作品部門           | 三谷徹 | 風の丘葬斎場のランドスケープ                                                                                   |
| 平成9年度        | 設計作品部門           | 斉藤浩二 | 札幌市石山緑地・採石場跡地のランドスケープデザイン                                                             |
| 平成9年度        | 設計作品部門           | 三宅祥介 | 大阪府営りんくう公園・シンボル緑地南ゾーンの設計                                                               |
| 平成8年度        | 設計作品部門           | 枡野俊明 | 科学技術庁金属材料技術研究所プラザ                                                                             |
| 平成7年度        | 設計作品部門           | 佐々木葉二 | NTT基町クレド「ふれあい広場・スカイパティオ」の設計                                                            |
| 平成7年度        | 設計作品部門           | 仙田満 | 茨城県立自然博物館・ミュージアムパークの設計                                                                   |
| 平成7年度        | 設計作品部門           | 吉田昌弘・井上剛宏                                                                                             | 梅小路公園シンボル庭園の設計及び現場デザイン                                                                   |
| 平成6年度        | 設計作品部門           | 田瀬理夫 | 「らんの里堂ヶ島」の設計                                                                                       |
| 平成6年度        | 設計作品部門           | 戸田芳樹 | 修善寺「虹の郷」の計画・設計                                                                                   |
| 平成6年度        | 設計作品部門           | 黛拓郎 | 「習志野緑地・谷津干潟公園自然観察センター」の設計                                                             |
| 平成5年度        | 設計作品部門           | 稲垣丈夫 | ジャパンエキスポ富山’92における「滝・流れ」設計                                                                |
| 平成4年度        | 設計作品部門           | 池田武邦・涌井史郎                                                                                             | ハウステンボスのランドスケープ計画・設計                                                                       |
| 平成3年度        | 設計作品部門           | 尼崎博正 | 花博むさしの山野草園                                                                                           |
| 平成3年度        | 設計作品部門           | 藤田好茂 | カナダアルバータ大学Kurimoto Japanese Gardenの計画・設計                                                       |
| 平成2年度        | 設計作品部門           | 五味純二郎 | 幕張・メッセモールの計画，設計                                                                                 |
| 平成元年         | 設計作品部門           | 堀越千里 | お台場海浜公園における生物棲息環境回復を考慮した海浜設計                                                       |
| 昭和63年度       | 設計作品部門           | 瀧光夫 | 水戸市植物公園鑑賞大温室をはじめとする一連の鑑賞温室の設計                                                     |
| 昭和62年度       | 設計作品部門           | 山木靖雄 | 呉市蔵本通り造園設計                                                                                           |
| 昭和61年度       | 設計作品部門           | （該当者なし）                                                                                                 | |
| 昭和60年度       | 設計作品部門           | 鍵山喜昭 | 平和の森公園                                                                                                   |
| 昭和59年度       | 設計作品部門           | （該当者なし）                                                                                                 | |
| 昭和58年度       | 設計作品部門           | 上野泰 | 多摩ニュータウン落合・鶴牧地区オープンスペース計画・設計                                                       |
| 昭和58年度       | 設計作品部門           | 野沢清 | 静岡市城北公園日本庭の設計                                                                                     |
| 昭和58年度       | 設計作品部門           | 都田徹 | 大阪学院大学キャンパス計画                                                                                     |
| 昭和57年度       | 設計作品部門           | （該当者なし）                                                                                                 | |
| 昭和56年度       | 設計作品部門           | （該当者なし）                                                                                                 | |
| 昭和55年度       | 設計作品部門           | 鈴木昌道 | 庭園の構成原理の研究に基づく一連の造園作品                                                                     |
| 昭和55年度       | 設計作品部門           | 大塚守康 | 泉北ニュータウン光明地区花代公園                                                                               |
| 昭和54年度       | 計画設計作品部門       | 岡田蔵司 | 村上団地（千葉県）ほか住宅団地における一連の造園設計                                                           |
| 昭和54年度       | 計画設計作品部門       | 木村弘 | 大井第四公園設計ほか一連の造園設計                                                                             |
| 昭和54年度       | 計画設計作品部門       | 高野文彰 | 国営沖縄海洋博覧会記念公園『ちびっことりで＜ワラビ・グスク＞』の設計                                           |
| 昭和53年度       | 計画設計作品部門       | 樋渡達也 | 東京都における海上公園計画ならびに事業の推進                                                                   |
| 昭和53年度       | 計画設計作品部門       | 吉村元男 | 万博記念公園の設計他一連の造園設計                                                                             |
| 昭和52年度       | 計画設計作品部門       | 村岡正 | 白水阿弥陀堂庭園他伝統的デザインの発見ならびに継承に関する一連の研究                                           |
| 昭和51年度       | 計画設計作品部門       | 小林治人 | 丸亀市民広場の設計他一連の造園設計                                                                             |
| 昭和50年度       | 設計計画作品部門       | 岩城亘太郎 | ジュッセルドルフ日本庭園他一連の造園設計                                                                       |
| 昭和49年度       | 設計計画作品部門       | 平井昌信 | 武蔵丘陵森林公園他一連の造園設計                                                                               |
| 昭和48年度       | 設計計画部門           | 関田次男 | 旭山動物園その他一連の造園設計                                                                                 |
| 昭和47年度       | 設計計画部門           | （該当者なし）                                                                                                 | |
| 昭和46年度       | 設計計画部門           | （該当者なし）                                                                                                 | |
| 昭和45年度       | 設計計画部門           | 前野淳一郎 | 茨城県観光計画策定その他一連の観光計画                                                                         |
| 昭和44年度       | 設計計画部門           | 大井道夫 | 東海自然歩道の計画                                                                                             |
| 昭和44年度       | 設計計画部門           | 田治六郎 | 万博日本庭園の設計                                                                                             |
| 昭和28から43年度 | 設計計画部門           | 荒木芳邦 | 大阪ロイヤルホテル造園計画他一連の造園設計                                                                     |
| 昭和28から43年度 | 設計計画部門           | 飯田十基 | ドイツ大使館公邸公館他一連の造園設計                                                                           |
| 昭和28から43年度 | 設計計画部門           | 池原謙一郎 | 千葉市羽衣公園他一連の造園設計                                                                                 |
| 昭和28から43年度 | 設計計画部門           | 石川岩雄 | 神代植物公園他一連の造園設計                                                                                   |
| 昭和28から43年度 | 設計計画部門           | 伊藤邦衛 | 北の丸公園池他一連の造園設計                                                                                   |
| 昭和28から43年度 | 設計計画部門           | 井上卓之 | ホテル西村屋庭園他一連の造園設計                                                                               |
| 昭和28から43年度 | 設計計画部門           | 小形研三 | ハワイ大学内日本庭園他一連の造園設計                                                                           |
| 昭和28から43年度 | 設計計画部門           | 中島健 | 川口市グリーン・センター他一連の造園設計                                                                       |
| 昭和28から43年度 | 設計計画部門           | 吉村巌 | 旺文社中庭他一連の造園設計                                                                                     |

その他
| 受賞年           | 受賞賞                       | 受賞者                                 | 受賞内容                                                                                                 |
| ---------------- | ---------------------------- | -------------------------------------- | --- |
| 平成29年度       | 研究論文部門                 | 野中勝利                               | 近代の城址における公園化と風致に関する研究                                                               |
| 平成29年度       | 著作部門                     | 岡田昌彰                               | 日本の砿都：石灰石が生んだ産業景観                                                                       |
| 平成29年度       | 著作部門                     | 篠沢健太・吉永健一                     | 団地図解：地形・造成・ランドスケープ・住棟・間取りから読み解く設計思考                                   |
| 平成29年度       | 著作部門                     | 武田史朗                               | 自然と対話する都市へ：オランダの河川改修に学ぶ                                                           |
| 平成29年度       | 研究論文部門奨励賞           | 横関隆登                               | 郷土風景論の概念の変遷とその研究の展開に関する研究                                                       |
| 平成29年度       | 研究論文部門奨励賞           | 木下剛                                 | イングランドにおけるグリーンインフラストラクチャーの実現手法に関する研究                                 |
| 平成29年度       | 研究論文部門奨励賞           | 瀬古祥子                               | 京都市の街路樹における根上がりの環境要因および課題認識に関する研究                                       |
| 平成29年度       | 研究論文部門奨励賞           | 田中美香                               | 中山間地域の保全に向けた地域資源の活用に関する研究                                                       |
| 平成29年度       | 研究論文部門奨励賞           | 張平星                                 | 白川砂の産出経緯と京都の寺院庭園におけるその活用に関する研究                                             |
| 平成29年度       | 研究論文部門奨励賞           | 西村公宏                               | 東京帝国大学附属植物園におけるロックガーデンの整備に関する研究                                           |
| 平成29年度       | 研究論文部門奨励賞           | 西邑雅未                               | 歴史的な鑑賞・観光の対象としての筑波山の景観に関する研究                                                 |
| 平成29年度       | 研究論文部門奨励賞           | 松本邦彦                               | 歴史的資源の保存のための計画及び体制に関する研究                                                         |
| 平成29年度       | 著作部門奨励賞               | 浦﨑真一                               | 長岡安平                                                                                                 |
| 平成29年度       | 事業・マネジメント部門       | 平賀達也・小林亮太・豊島区             | 南池袋公園の公園経営に関わる総合プロデュース                                                             |
| 平成29年度       | 事業・マネジメント部門奨励賞 | 該当者なし                             | |
| 平成28年度       | 研究論文部門                 | 粟野隆                                 | 近代歴史的庭園の調査・保存・継承に関する一連の研究                                                       |
| 平成28年度       | 研究論文部門                 | 村上修一                               | 歴史的な堰の親水性および地形との関係性が織り成す景観の研究                                               |
| 平成28年度       | 研究論文部門                 | 水内佑輔                               | 国立公園の成立における計画思想と政治社会的背景に関する研究                                               |
| 平成28年度       | 著作部門                     | 不破正仁                               | 関東地方の屋敷林：原型とその変容過程                                                                     |
| 平成28年度       | 研究論文部門奨励賞           | 浦﨑真一                               | 長岡安平による公園設計の実績と思想に関する研究                                                           |
| 平成28年度       | 研究論文部門奨励賞           | 上原恵                                 | 指定管理者制度下における公園施設管理業務の評価手法に関する研究                                           |
| 平成28年度       | 研究論文部門奨励賞           | 馬嘉                                   | 中華民国時代における南京市公館の外部空間と街区の構成的特徴に関する研究                                   |
| 平成28年度       | 著作部門奨励賞               | 該当者なし                             | |
| 平成28年度       | 事業・マネジメント部門       | 一般財団法人 柏市みどりの基金          | 千葉県柏市「カシニワ制度」への支援活動                                                                   |
| 平成28年度       | 事業・マネジメント部門       | 日比谷公園ガーデニングショー実行委員会 | 日比谷公園ガーデニングショーの14年間にわたる開催                                                         |
| 平成28年度       | 事業・マネジメント部門       | 笠康三郎                               | 札幌都心部整備事業に関わる、造園からのデザイン監修                                                       |
| 平成28年度       | 事業・マネジメント部門奨励賞 | 該当者なし                             | |
| 平成27年度       | 研究論文部門                 | 小野健吉                               | 古代から近代に至る日本庭園の歴史と文化に関する研究                                                       |
| 平成27年度       | 研究論文部門研究奨励賞       | 江本硯                                 | 中国青島市における環境の整備と変遷に関する研究                                                           |
| 平成27年度       | 研究論文部門研究奨励賞       | 高瀬唯                                 | 緑地保全活動への参加促進課題に関する研究                                                                 |
| 平成27年度       | 研究論文部門研究奨励賞       | 塚田伸也                               | 様々な主体による環境に対する評価とその構造に関する研究                                                   |
| 平成27年度       | 研究論文部門研究奨励賞       | 徳江義宏                               | 都市および都市近郊における昆虫類の生息環境に関する研究                                                   |
| 平成27年度       | 研究論文部門研究奨励賞       | 水谷知生                               | 吉野熊野国立公園を事例とした国立公園指定の経過とその意味に関する研究                                     |
| 平成27年度       | 研究論文部門研究奨励賞       | 尹紋榮                                 | 民有樹林地の公開に関する研究                                                                             |
| 平成26年度       | 研究論文部門                 | 大久保悟                               | 湿潤熱帯アジア農村ランドスケープにおける生物多様性と生態系サービス評価                                   |
| 平成26年度       | 研究論文部門                 | 武正憲                                 | 我が国のエコツアーガイド従事者による自然観光資源の保全に関する研究                                       |
| 平成26年度       | 研究論文部門                 | 土沼隆雄                               | 越後／新潟の庭園からみる日本庭園の地域性と国際性に関する研究                                             |
| 平成26年度       | 研究論文部門研究奨励賞       | 上田萌子                               | 海洋沿岸域湿地の植生学的解析と保全に関する研究                                                           |
| 平成26年度       | 研究論文部門研究奨励賞       | 下村泰史                               | 景観づくりの計画ディテールとアートの意味に関する研究                                                     |
| 平成26年度       | 研究論文部門研究奨励賞       | 田端敬三                               | 京都の都市内緑地における木本種の成長特性とその更新                                                       |
| 平成26年度       | 研究論文部門研究奨励賞       | 野中勝利                               | 城址における近代の公園化に関する研究                                                                     |
| 平成26年度       | 研究論文部門研究奨励賞       | 水内佑輔                               | 国立公園成立史における空間への価値付けに関する研究                                                       |
| 平成26年度       | 研究論文部門研究奨励賞       | 御手洗洋蔵                             | 園芸ボランティア活動と市民意識・活動内容等の関係性に関する研究                                           |
| 平成25年度       | 研究論文部門                 | 高山範理                               | 森林環境のストレス低減効果の解明に関する研究                                                             |
| 平成25年度       | 研究論文部門                 | 番匠克二                               | 日光国立公園戦場ヶ原湿原における保全意識と保全対策の変遷                                                 |
| 平成25年度       | 研究論文部門研究奨励賞       | 上田裕文                               | 森林等の風景に対するイメージと気分に関する研究                                                           |
| 平成25年度       | 研究論文部門研究奨励賞       | 大平和弘                               | 大阪府南部におけるウミホタルの生息条件と環境指標性                                                       |
| 平成25年度       | 研究論文部門研究奨励賞       | 小菅貴史                               | オーストラリアと屋久島における自然資源を対象とした観光に関する研究                                       |
| 平成25年度       | 研究論文部門研究奨励賞       | 七海絵里香                             | 人里の園芸植物の生態と栽培に関する研究                                                                   |
| 平成25年度       | 研究論文部門研究奨励賞       | 福井聡                                 | 種多様性の観点による湧水湿地の保全に関する研究                                                           |
| 平成24年度       | 研究論文部門                 | 内田和伸                               | 平城宮大極殿院の設計思想ならびに同遺跡の展示・活用に関する研究                                           |
| 平成24年度       | 研究論文部門                 | 加藤友規                               | 渉成園の空間的特質に関する研究ー利用形態と情景の変遷にみる時代性の考察                                   |
| 平成24年度       | 研究論文部門                 | 小板橋二三男                           | 我が国農学校並びに農業高校に於ける造園教育の変遷                                                         |
| 平成24年度       | 研究論文部門                 | 周宏俊                                 | 借景の展開と構成に関する日中比較研究                                                                     |
| 平成24年度       | 研究論文部門                 | 藤本真里                               | 都市公園における住民参画型運営に関する研究                                                               |
| 平成24年度       | 研究論文部門研究奨励賞       | 小澤晴司                               | 戦後の国立公園体系拡充検討の歴史的背景に関する研究                                                       |
| 平成24年度       | 研究論文部門研究奨励賞       | 熊倉永子                               | 数値解析による木漏れ日に着目した単木落葉樹の日射遮蔽に関する研究                                         |
| 平成24年度       | 研究論文部門研究奨励賞       | 長友大幸                               | 学校教育における巨樹を用いた環境教育の効果に関する研究                                                   |
| 平成24年度       | 研究論文部門研究奨励賞       | 宮本万理子                             | 下総台地における牧景観の特徴とその変容過程に関する計画論的研究                                           |
| 平成24年度       | 研究論文部門研究奨励賞       | 山田晋                                 | 関東地方の谷津田と周辺植生における植物種の多様性及び分布パターンに関する研究                             |
| 平成23年度       | 研究論文部門                 | 平澤毅                                 | 文化的資産としての名勝地の研究                                                                           |
| 平成23年度       | 研究論文部門研究奨励賞       | 雨宮護                                 | 公共空間における子どもの被害防止に関する一連の研究                                                       |
| 平成23年度       | 研究論文部門研究奨励賞       | 荒牧まりさ                             | 生物多様性国家戦略等の行政計画の策定方法に関する基礎的研究                                               |
| 平成23年度       | 研究論文部門研究奨励賞       | 番匠克二                               | 日光国立公園戦場ヶ原湿原における保全対策に関する研究                                                     |
| 平成23年度       | 研究論文部門研究奨励賞       | 平松玲治                               | 国営公園の管理運営に関する一連の研究                                                                     |
| 平成23年度       | 研究論文部門研究奨励賞       | 加藤博                                 | アンケート等による文化財庭園の保存・管理に関する意識調査                                                 |
| 平成23年度       | 研究論文部門研究奨励賞       | 國井洋一                               | ビデオ画像を用いた自然風景地の歩行景観分析に関する研究                                                   |
| 平成23年度       | 研究論文部門研究奨励賞       | 村上暁信                               | フィリピン・メトロマニラ近郊における都市化と緑地の変容に関する研究                                       |
| 平成23年度       | 研究論文部門研究奨励賞       | 天白牧夫                               | 人里空間における淡水生両生類・は虫類の生息環境の分析                                                     |
| 平成23年度       | 研究論文部門研究奨励賞       | 手代木純                               | 環境改善を観点とした特殊空間緑化に関する一連の研究                                                       |
| 平成22年度       | 研究論文部門                 | 飯島健太郎                             | 屋上等の薄層軽量緑化を可能とするセダム類の生理生態の解明に関する研究                                     |
| 平成22年度       | 研究論文部門研究奨励賞       | 武正憲                                 | 野外レクリエーション活動家の環境認識に関する研究                                                         |
| 平成22年度       | 研究論文部門研究奨励賞       | 中村和彦                               | 森林映像アーカイブの自然環境研究や環境教育などへの情報基盤としての有用性に関する研究                     |
| 平成22年度       | 研究論文部門研究奨励賞       | 根本哲夫                               | 集合住宅地開発計画にみる自然環境構造の特徴と住宅地環境の再生に関する研究                                 |
| 平成21年度       | 研究論文部門                 | 伊藤弘                                 | 近代における海岸林の風景生成過程                                                                         |
| 平成21年度       | 研究論文部門                 | 加治隆                                 | 自然公園における休暇村成立の意義と公園利用への効果に関する研究                                           |
| 平成21年度       | 研究論文部門研究奨励賞       | 大石善隆                               | 都市内孤立林・自然再生地・環境変動といった条件下での蘚苔類フロラの変化の実証的研究                       |
| 平成21年度       | 研究論文部門研究奨励賞       | 小柳知代                               | 関東平野における半自然草地の成立過程と生態学的特性に関する研究                                           |
| 平成21年度       | 研究論文部門研究奨励賞       | 椎野亜紀夫                             | 都市公園の利活用の向上に関する一連の研究                                                                 |
| 平成21年度       | 研究論文部門研究奨励賞       | 竹内智子                               | 公園緑地の計画思想と施策展開に関する都市計画論的研究                                                     |
| 平成21年度       | 研究論文部門研究奨励賞       | 寺田徹                                 | 環境保全とバイオマスの利用からみた都市郊外緑地のマネジメントに関する研究                                 |
| 平成21年度       | 研究論文部門研究奨励賞       | 松島肇                                 | 砂浜海岸のレクリエーション利用管理に関する研究                                                           |
| 平成20年度       | 研究論文部門                 | 阿部伸太                               | 景趣概念の導入による風致保全の手法体系に関する研究                                                       |
| 平成20年度       | 研究論文部門                 | 武田史朗                               | イギリス自然葬地とランドスケープ：場所性の創出とデザイン                                                 |
| 平成20年度       | 研究論文部門研究奨励賞       | 菊池佐智子                             | 緑空間と文化コミュニティの評価に基づく持続可能なまちづくりへの方法論的展開                               |
| 平成20年度       | 研究論文部門研究奨励賞       | 篠沢健太                               | 千里ニュータウンの公園緑地系統に内在する自然環境構造の特徴とその形成プロセスに関する研究                 |
| 平成20年度       | 研究論文部門研究奨励賞       | 藤崎健一郎                             | 校庭の芝生に対する児童・生徒ならびに支援者の取り組みに関する研究                                         |
| 平成20年度       | 研究論文部門研究奨励賞       | 町田香                                 | 近世初期の宮廷の庭園文化に関する研究                                                                     |
| 平成19年度       | 研究論文部門                 | 内田仁                                 | 二條城の歴史的変遷に関する研究                                                                           |
| 平成19年度       | 研究論文部門                 | 橘俊光                                 | 地方における公園緑地および都市緑化施策の役割・機能に関する研究-兵庫県における近年の事例を中心として-     |
| 平成19年度       | 研究論文部門研究奨励賞       | 黒田高綱                               | ネズミ類の生息空間から見た都市及び都市近郊緑地の保全に関する研究                                         |
| 平成19年度       | 研究論文部門研究奨励賞       | 鈴木弘孝                               | 壁面緑化による建物外部側への温熱環境改善効果                                                             |
| 平成19年度       | 研究論文部門研究奨励賞       | 武田史朗                               | 英国自然埋葬地とその景観に関する研究                                                                     |
| 平成19年度       | 研究論文部門研究奨励賞       | 橋田祥子                               | 植物成長シミュレーションによる緑地設計・環境評価ツールの開発                                             |
| 平成19年度       | 研究論文部門研究奨励賞       | 藤居良夫                               | 地方都市における住民による環境評価に関する研究                                                           |
| 平成19年度       | 研究論文部門研究奨励賞       | 細野哲央                               | 植栽関連事故の裁判例分析に基づく植栽管理者の法的責任と適正管理                                           |
| 平成18年度       | 研究論文部門                 | ウィーベ・カウテルト                   | サクラについての文化史および分類学的研究                                                                 |
| 平成18年度       | 研究論文部門                 | 奥敬一                                 | 林内トレイルにおける景観体験のモデル化に関する研究                                                       |
| 平成18年度       | 研究論文部門                 | 山田宏之                               | 都市緑地のヒートアイランド改善効果に関する研究                                                           |
| 平成18年度       | 研究論文部門研究奨励賞       | 伊藤弘                                 | 市民による地域資源の評価と活用に関する研究                                                               |
| 平成18年度       | 研究論文部門研究奨励賞       | 片桐由希子                             | 小流域を基礎とした緑地環境計画に関する研究                                                               |
| 平成18年度       | 研究論文部門研究奨励賞       | 孫鏞勳                                 | 歴史的集落における集落景観の保全に果たす路上景観の役割とその管理方策                                     |
| 平成18年度       | 研究論文部門研究奨励賞       | 橋本啓史                               | 京都市街地における鳥類生息地の保全・創出に関する研究                                                     |
| 平成18年度       | 研究論文部門研究奨励賞       | 畠瀬頼子                               | 国営みちのく杜の湖畔公園における森林管理の効果に関する研究                                               |
| 平成18年度       | 研究論文部門研究奨励賞       | 百瀬浩                                 | 野生動物の保護管理を目的とした生息環境解析および広域的な分布予測手法に関する研究                         |
| 平成18年度       | 研究論文部門研究奨励賞       | 森本淳子                               | 二次的自然の保全と評価に関する研究                                                                       |
| 平成18年度       | 研究論文部門研究奨励賞       | 山瀬敬太郎                             | 種多様性保全を目的とした里山林の植生管理に関する研究                                                     |
| 平成17年度       | 研究論文部門                 | 李樹華                                 | 中国盆景に関する文化史及び技術史的考察                                                                   |
| 平成17年度       | 研究論文部門研究奨励賞       | 上原三知                               | 自然循環型社会に向けた潜在的地域資源量の評価と土地利用計画に関する研究                                   |
| 平成17年度       | 研究論文部門研究奨励賞       | 内田和伸                               | 大極殿院の設計思想に関する研究                                                                           |
| 平成17年度       | 研究論文部門研究奨励賞       | 内田均                                 | 根巻資材の特性並びに根巻行為が造園樹木の移植後の生育に与える影響に関する研究                             |
| 平成17年度       | 研究論文部門研究奨励賞       | 岡田昌彰                               | テクノスケープに関する研究                                                                               |
| 平成17年度       | 研究論文部門研究奨励賞       | 奥敬一                                 | 林内トレイルにおける景観体験のモデル化に関する研究                                                       |
| 平成17年度       | 研究論文部門研究奨励賞       | 押田佳子                               | 大阪湾沿岸域における海浜植物の分布と保全に関する研究                                                     |
| 平成17年度       | 研究論文部門研究奨励賞       | 鹿内京子                               | 東京におけるオープンスペースの近代化プロセスに関する研究                                                 |
| 平成17年度       | 研究論文部門研究奨励賞       | 田村裕希                               | 日光国立公園尾瀬ヶ原における利用変動と混雑感に関する研究                                                 |
| 平成17年度       | 研究論文部門研究奨励賞       | 村上健太郎                             | 都市内孤立緑地における植物種多様性の保全に関する研究                                                     |
| 平成17年度       | 研究論文部門研究奨励賞       | 山本清龍                               | 自然公園における混雑と利用者の心理に関する研究                                                           |
| 平成17年度       | 研究論文部門研究奨励賞       | 楊舒淇                                 | 日本植民地時代における台湾造園空間の生活史に関する研究                                                   |
| 平成16年度       | 研究論文部門                 | 深町加津枝                             | 地域性をふまえた里山ブナ林の保全に関する研究                                                             |
| 平成16年度       | 研究論文部門研究奨励賞       | 上原三知                               | 自然循環型社会に向けた潜在的地域資源量の評価と土地利用計画に関する研究                                   |
| 平成16年度       | 研究論文部門研究奨励賞       | 井原縁                                 | 都市における遺産の公園化と意味変容に関する史的研究                                                       |
| 平成16年度       | 研究論文部門研究奨励賞       | 重根美香                               | 子ども時代の自然体験と動植物の認識に関する研究                                                           |
| 平成16年度       | 研究論文部門研究奨励賞       | 大野朋子                               | 地理情報を用いた竹林の動態変化に関する研究                                                               |
| 平成16年度       | 研究論文部門研究奨励賞       | 黒田乃生                               | 白川村荻町における文化的景観の保全に関する研究                                                           |
| 平成16年度       | 研究論文部門研究奨励賞       | 古賀陽子                               | 房総半島に自生するミツバツツジ節2種の減少と保全に関する地域生態学的研究                                  |
| 平成16年度       | 研究論文部門研究奨励賞       | 高山範理                               | 生活域周辺の自然環境と景観の認知・評価構造との関係に関する研究                                           |
| 平成16年度       | 研究論文部門研究奨励賞       | 橋詰直道                               | ロンドンにおける都市自然と住宅地景観の保全に関する研究                                                   |
| 平成15年度       | 研究論文部門                 | 大澤啓志                               | 緑地保全におけるカエル類の生態学的研究                                                                   |
| 平成15年度       | 研究論文部門                 | 飛田範夫                               | 日本庭園の植栽史                                                                                         |
| 平成15年度       | 研究論文部門                 | 平田富士男                             | 緑のまちづくり指導者の養成手法に関する研究                                                               |
| 平成15年度       | 研究論文部門研究奨励賞       | 佐山浩                                 | わが国における戦後の国立公園の展開に関する研究                                                           |
| 平成15年度       | 研究論文部門研究奨励賞       | 村上修一                               | 米国近代ランドスケープデザインにおける形態の曖昧性に関する研究                                           |
| 平成14年度       | 研究論文部門                 | 一ノ瀬友博                             | 鳥類群集を指標とした緑地環境評価手法に関する研究                                                         |
| 平成14年度       | 研究論文部門                 | 林まゆみ                               | 中世民衆社会における造園職能民の研究                                                                     |
| 平成14年度       | 研究論文部門                 | 日置佳之                               | 湿地生態系の復元のための環境ポテンシャル評価に関する研究                                                 |
| 平成14年度       | 研究論文部門研究奨励賞       | 飯島健太郎                             | 緑化用植物としてのセダム類の生育特性ならびに環境耐性に関する研究                                         |
| 平成14年度       | 研究論文部門研究奨励賞       | 大澤啓志                               | 両生類を指標とした緑地保全・計画に関する研究                                                             |
| 平成14年度       | 調査・計画部門               | （該当者なし）                         | |
| 平成13年度       | 研究論文部門                 | 小野良平                               | 明治期東京における公共造園空間の計画思想                                                                 |
| 平成13年度       | 研究論文部門                 | 平岡直樹                               | 19世紀後半から20世紀前半の都市計画理念がブリュッセルの緑地形成に及ぼした影響                             |
| 平成13年度       | 研究論文部門研究奨励賞       | （該当者なし）                         | |
| 平成13年度       | 調査・計画部門               | 宮崎研一                               | 大阪市花と緑と自然の情報センター整備・運営計画                                                           |
| 平成12年度       | 研究論文部門                 | 東海林克彦                             | 自然環境アセスメントにおける評価基準の設定に関する研究                                                   |
| 平成12年度       | 研究論文部門                 | 野島義照                               | 都市における植物の蒸散における夏期温熱改善力に関する研究                                                 |
| 平成12年度       | 研究論文部門研究奨励賞       | 中尾裕介                               | 造園植物としてのツタの来歴に関する研究                                                                   |
| 平成12年度       | 研究論文部門研究奨励賞       | 立入郁                                 | 環境情報を用いた土地条件と砂漠化・干ばつ被害との関連性についての研究                                     |
| 平成12年度       | 調査・計画部門               | 有賀一郎                               | 「板橋サンシティ」コミュニティ・ランドスケープの計画と育成                                               |
| 平成12年度       | 調査・計画部門               | 小木曽裕                               | 緑の保全利活用についての居住者との合意形成による住宅団地建替事業の推進                                   |
| 平成11年度       | 研究論文部門                 | 包清博之                               | 都市における生活関連空間の計画論的意義に関する研究                                                       |
| 平成11年度       | 研究論文部門                 | 沈悦                                   | 中国杭州西湖における景観形成とその影響に関する研究                                                       |
| 平成11年度       | 研究論文部門                 | 田中章                                 | 環境影響評価制度におけるミティゲーション手法の国際比較研究                                               |
| 平成11年度       | 研究論文部門研究奨励賞       | 永橋為介                               | 「都市下層」からみた都市大阪の近代化プロセス～都市オープンスペースにおける野宿者問題の系譜～に関する研究 |
| 平成11年度       | 研究論文部門研究奨励賞       | 安場浩一郎                             | 関東大震災後の東京にみる復興都市計画の系譜と都市構造の再編に関する研究                                   |
| 平成11年度       | 調査・計画部門               | 小林竑一                               | シアトル国道90号線のランドスケープ・プラン                                                               |
| 平成10年度       | 研究論文部門                 | 小林章                                 | 造園材料としての石材・木材の加工度とイメージに関する研究                                                 |
| 平成10年度       | 研究論文部門                 | 島田正文                               | 都市における昆虫類の生息と緑化に関する研究                                                               |
| 平成10年度       | 研究論文部門                 | 西田正憲                               | 瀬戸内海の近代的風景の発見と定着                                                                         |
| 平成10年度       | 研究論文部門研究奨励賞       | 近藤隆二郎                             | 写し巡礼地の空間構造と維持管理システムに関する研究                                                       |
| 平成10年度       | 研究論文部門研究奨励賞       | 章後華                                 | 中国における緑地空間の構成に関する基礎的研究                                                             |
| 平成10年度       | 調査・計画部門               | 杉尾伸太郎・若生謙二                   | ランドスケープ・イマージョンのコンセプトに基づく天王寺動物園の再整備計画                                 |
| 平成9年度        | 研究論文部門                 | 鈴木誠                                 | 欧米人の日本庭園観                                                                                       |
| 平成9年度        | 研究論文部門研究奨励賞       | 加藤和弘                               | 多変量解析による生物相の分析と環境計画への応用に関する研究                                               |
| 平成9年度        | 研究論文部門研究奨励賞       | 李樹華                                 | 中国盆景の文化史及び技術史に関する研究                                                                   |
| 平成9年度        | 調査・計画部門               | （該当者なし）                         | |
| 平成8年度        | 研究論文部門                 | 麻生恵                                 | 自然風景地における建築物の色彩景観調和技術に関する研究                                                   |
| 平成8年度        | 研究論文部門                 | 倉本宣                                 | 多摩川におけるカワラノギクの保全生物学的研究                                                             |
| 平成8年度        | 研究論文部門                 | 古谷勝則                               | 自然景観における評価と調和に関する研究                                                                   |
| 平成8年度        | 研究論文部門                 | 丸山宏                                 | 近代日本公園史の研究                                                                                     |
| 平成8年度        | 研究論文部門研究奨励賞       | 東海林克彦                             | 自然環境アセスメントに関する基礎的研究                                                                   |
| 平成8年度        | 研究論文部門研究奨励賞       | 野嶋政和                               | 東京におけるオープンスペースの近代化プロセスに関する研究                                                 |
| 平成8年度        | 調査・計画部門               | 福廣勝介・岩本一良                     | 高槻市阿武山団地における上の池公園のビオトープ事業の推進                                                 |
| 平成8年度        | 調査・計画部門               | 山本忠順                               | 三鷹市における緑と水の回遊ルート整備計画                                                                 |
| 平成7年度        | 研究論文部門                 | 斎藤馨                                 | 景観情報処理システムの開発と応用に関する研究                                                             |
| 平成7年度        | 研究論文部門                 | 下村彰男                               | わが国における温泉地の空間構成に関する研究                                                               |
| 平成7年度        | 研究論文部門                 | 白幡洋三郎                             | 近代都市公園史の研究                                                                                     |
| 平成7年度        | 研究論文部門研究奨励賞       | 土肥真人                               | 江戸から東京への都市オープンスペースの変容に関する研究                                                   |
| 平成7年度        | 調査・計画部門               | （該当者なし）                         | |
| 平成6年度        | 研究論文部門                 | 佐々木邦博                             | フランス造園の近代化に関する研究                                                                         |
| 平成6年度        | 研究論文部門                 | 堀繁                                   | わが国の国立公園の計画管理の実態とその変遷に関する研究                                                   |
| 平成6年度        | 研究論文部門                 | 槇村久子                               | 近代日本墓地の成立と現代的展開に関する研究                                                               |
| 平成6年度        | 研究論文部門                 | 横張真                                 | 農林地の環境保全機能に関する研究                                                                         |
| 平成6年度        | 研究論文部門研究奨励賞       | 小林昭裕                               | 北海道における国立公園の景観及び利用者意識に関する研究                                                   |
| 平成6年度        | 調査・計画部門               | （該当者なし）                         | |
| 平成5年度        | 研究論文部門                 | 近藤哲也                               | アメニティ資源としての野生草花の種子発芽特性と群落形成手法に関する研究                                   |
| 平成5年度        | 研究論文部門                 | 斎藤庸平                               | 市街地防火対策における緑地の配置効果に関する研究                                                         |
| 平成5年度        | 研究論文部門                 | 本中真                                 | 日本古代の庭園における景観構成に関する研究                                                               |
| 平成5年度        | 研究論文部門研究奨励賞       | 伊藤太一                               | アメリカにおける自然環境保全空間の成立過程に関する研究                                                   |
| 平成5年度        | 研究論文部門研究奨励賞       | 姜信龍                                 | 韓国における近代都市公園の受容と展開                                                                     |
| 平成5年度        | 調査・計画部門               | （該当者なし）                         | |
| 平成4年度        | 研究論文部門                 | 井手任                                 | 生物相保全のための農村緑地配置に関する生態学的研究                                                       |
| 平成4年度        | 研究論文部門                 | 小野佐和子                             | 江戸時代の都市と行楽に関する研究                                                                         |
| 平成4年度        | 研究論文部門                 | 柴田昌三                               | タケ・ササ類の造園的利用に関する研究                                                                     |
| 平成4年度        | 研究論文部門                 | 宮城俊作                               | 歴史的市街地における「にわ」を媒体とした空間構成単位の研究                                               |
| 平成4年度        | 研究論文部門研究奨励賞       | 香川隆英                               | 都市近郊林のアメニティに関する研究                                                                       |
| 平成4年度        | 研究論文部門研究奨励賞       | 山田宏之                               | 都市における緑地の気象緩和作用に関する研究                                                               |
| 平成4年度        | 調査・計画部門               | 秋山寛                                 | 大宮市の緑計画とその実現に係わる支援活動に関する一連の業績                                               |
| 平成3年度        | 研究論文部門                 | 糸賀黎                                 | 持続性概念による自然保護の理論的実証的研究                                                               |
| 平成3年度        | 研究論文部門                 | 島尾勝                                 | 広域緑地保全のための戦略的方法論の研究                                                                   |
| 平成3年度        | 研究論文部門                 | 鈴木雅和                               | 緑地植物の画像を含むデータベースに関する研究                                                             |
| 平成3年度        | 研究論文部門                 | 増田拓朗                               | 植栽基盤としてのマサ土の問題とその改良法に関する研究                                                     |
| 平成3年度        | 研究論文部門研究奨励賞       | 小椋純一                               | 歴史的植生景観の研究                                                                                     |
| 平成3年度        | 調査・計画部門               | 屋代雅充                               | 景観計画手法の開発                                                                                       |
| 平成2年度        | 研究論文部門                 | 赤坂信                                 | ドイツ国土美化の研究                                                                                     |
| 平成2年度        | 研究論文部門                 | 俵浩三                                 | 北海道における公園と自然保護の発達に関する研究                                                           |
| 平成2年度        | 研究論文部門                 | 永嶋正信                               | 日光地域の野外レクリエーション利用の変遷に関する研究                                                     |
| 平成2年度        | 研究論文部門                 | 増田昇                                 | 緑との接触行動を基調とした緑地環境形成に関する研究                                                       |
| 平成2年度        | 研究論文部門研究奨励賞       | 小野良平                               | 公園の設計に関する史的研究                                                                               |
| 平成2年度        | 研究論文部門研究奨励賞       | 堀繁                                   | 自然公園の計画思想に関する研究                                                                           |
| 平成2年度        | 調査・計画部門               | （該当者なし）                         | |
| 平成元年         | 研究論文部門                 | 近藤三雄                               | 公園芝生誌の収容力に関する研究                                                                           |
| 平成元年         | 研究論文部門                 | 前中久行                               | レクリエーション草地の生態的収容力に関する研究                                                           |
| 平成元年         | 研究論文部門                 | 養父志乃夫                             | 野生草花による林床景観の育成・管理に関する生態学的研究                                                   |
| 平成元年         | 研究論文部門研究奨励賞       | 金子忠一                               | 都市緑地の管理運営に関する計画学的研究                                                                   |
| 平成元年         | 研究論文部門研究奨励賞       | 下村彰男                               | 観光地空間の形態とその変遷に関する研究                                                                   |
| 平成元年         | 調査・計画部門               | 沢畑浩                                 | 北海道における環境林造成計画に関する基礎的研究                                                           |
| 昭和63年度       | 研究論文部門                 | 熊谷洋一                               | 景観アセスメントにおける予測評価手法に関する研究                                                         |
| 昭和63年度       | 研究論文部門                 | 重松敏則                               | 二次林のリクリエーション的活用に関する生態学的研究                                                       |
| 昭和63年度       | 研究論文部門                 | 進士五十八                             | 日本庭園の特質に関する研究                                                                               |
| 昭和63年度       | 研究論文部門                 | 由井正昭                               | 自然公園の教化施設に関する研究                                                                           |
| 昭和63年度       | 研究論文部門研究奨励賞       | 鈴木誠                                 | 庭園デザインの評価に関する研究                                                                           |
| 昭和63年度       | 調査・計画部門               | （該当者なし）                         | |
| 昭和62年度       | 研究論文部門                 | 藤井英二郎                             | 農村空間の構造と特性に関する緑地学的研究                                                                 |
| 昭和62年度       | 研究論文部門研究奨励賞       | 斉藤馨                                 | 景観評価に関する計画論的研究                                                                             |
| 昭和62年度       | 研究論文部門研究奨励賞       | 丸山宏                                 | 近代日本における公園の成立過程に関する研究                                                               |
| 昭和62年度       | 調査・計画部門               | （該当者なし）                         | |
| 昭和61年度       | 研究論文部門                 | （該当者なし）                         | |
| 昭和61年度       | 研究論文部門研究奨励賞       | 倉本宣                                 | 河辺植物群落の保全に関する研究                                                                           |
| 昭和61年度       | 研究論文部門研究奨励賞       | 増田拓朗                               | 土壌の物理性改良に関する研究                                                                             |
| 昭和61年度       | 調査・計画部門               | （該当者なし）                         | |
| 昭和60年度       | 研究論文部門                 | 浅川昭一郎                             | 都市住民の緑の意識に関する研究                                                                           |
| 昭和60年度       | 研究論文部門                 | 伊藤精晤                               | 風景概念の構造に関する研究                                                                               |
| 昭和60年度       | 研究論文部門                 | 森本幸裕                               | 緑地における樹木生育基盤に関する研究                                                                     |
| 昭和60年度       | 研究論文部門研究奨励賞       | 小野佐和子                             | 江戸時代の行楽・園芸史に関する研究                                                                       |
| 昭和60年度       | 研究論文部門研究奨励賞       | 白幡洋三郎                             | ドイツ公園史に関する研究                                                                                 |
| 昭和60年度       | 調査・計画部門               | （該当者なし）                         | |
| 昭和59年度       | 研究論文部門                 | （該当者なし）                         | |
| 昭和59年度       | 調査・計画部門               | 沼達賢一・太田清澄                     | 筑波研究学園都市の「みどりの系」の構築                                                                   |
| 昭和58年度       | 研究論文部門                 | 岩河信文                               | 都市における樹木の防火機能に関する研究                                                                   |
| 昭和58年度       | 研究論文部門                 | 平野侃三                               | 都市環境と緑化率に関する計画論的研究                                                                     |
| 昭和58年度       | 調査・計画部門               | 川瀬篤美                               | 白川環境整備全体計画                                                                                     |
| 昭和58年度       | 調査・計画部門               | 三田育雄                               | 川場ふるさと村づくり                                                                                     |
| 昭和57年度       | 研究論文部門                 | 吉田博宣                               | 道路切取りのり面の植生景観に関する研究                                                                   |
| 昭和57年度       | 研究論文部門                 | 亀山章                                 | 高速道路のり面の植生遷移に関する研究                                                                     |
| 昭和57年度       | 調査・計画部門               | 丸田頼一                               | 都市の緑地保全調査計画に関する総合的研究                                                                 |
| 昭和57年度       | 調査・計画部門               | 杉尾邦江                               | 富山県自然博物園センター「ねいの里」の計画                                                               |
| 昭和56年度       | 研究論文部門                 | 三沢彰                                 | 沿道空間における環境緑地帯の構造に関する研究                                                             |
| 昭和56年度       | 研究論文部門                 | 上杉武夫                               | 造園の風景構造論的研究                                                                                   |
| 昭和56年度       | 調査・計画部門               | 山本紀久                               | 沖縄県環境緑化計画他一連の造園植栽計画調査                                                               |
| 昭和55年度       | 研究論文部門                 | 勝野武彦                               | 道路のり面の植生遷移と管理に関する植物社会学的研究                                                       |
| 昭和55年度       | 研究論文部門                 | 武内和彦                               | 自然立地的土地利用計画に関する方法論的研究                                                               |
| 昭和55年度       | 研究論文部門                 | 中瀬勲                                 | 流域を基礎にした緑地計画に関する研究                                                                     |
| 昭和55年度       | 調査・計画部門               | （該当者なし）                         | |
| 昭和54年度       | 論文調査部門                 | 白井彦衛                               | 都市の緑地保全思潮に関する研究                                                                           |
| 昭和54年度       | 論文調査部門                 | 田代順孝                               | 都市農地論－農地の都市的改変及び存続の形態に関する計画論的基礎研究                                       |
| 昭和53年度       | 論文調査部門                 | 石川格                                 | 史的変遷の過程よりみた庭園の原論的研究                                                                   |
| 昭和53年度       | 論文調査部門                 | 前田豪                                 | メッシュ法とこれを応用した観光レクリエーション計画技法に関する一連の研究                                 |
| 昭和52年度       | 論文調査部門                 | 輿水肇                                 | 人工地盤における緑地植物の植栽に関する研究                                                               |
| 昭和52年度       | 論文調査部門                 | 渡辺達三                               | 都市の自然思想ならびに広場に関する史的研究                                                               |
| 昭和51年度       | 論文調査部門                 | 斎藤一雄                               | 自然の保全単位としての水系環境系に関する研究                                                             |
| 昭和51年度       | 論文調査部門                 | 塩田敏志                               | 森林リクリエーション地の計画方法論に関する研究                                                           |
| 昭和50年度       | 論文調査部門                 | 安部大就                               | スペース・オーガナイゼーションを基調とした緑地計画に関する一連の研究                                     |
| 昭和50年度       | 論文調査部門                 | 中村一                                 | 自然美の理論                                                                                             |
| 昭和49年度       | 論文調査部門                 | 福富久夫                               | 児童公園の成立条件に関する研究                                                                           |
| 昭和49年度       | 論文調査部門                 | 杉本正美                               | 広域リクリエーション計画における地域ポテンシャル評価に関する一連の研究                                   |
| 昭和48年度       | 論文調査部門                 | 石井弘                                 | 自然保全を中心とする景観解析に関する研究                                                                 |
| 昭和47年度       | 論文調査部門                 | 田畑貞寿                               | 人口密度と都市オープンスペースの構成に関する研究                                                         |
| 昭和47年度       | 論文調査部門                 | 近藤公夫                               | 都市公園緑地の徒歩誘致圏に関する研究                                                                     |
| 昭和46年度       | 論文調査部門                 | 北村文雄                               | 日本芝の園芸的分類および成立に関する研究                                                                 |
| 昭和46年度       | 論文調査部門                 | 井手久登                               | 景域保全論                                                                                               |
| 昭和45年度       | 論文調査部門                 | 高橋理喜男                             | 公園緑地の成立と発展に関する一連の研究                                                                   |
| 昭和45年度       | 論文調査部門                 | 本多ひとし                             | Zoysia属3種の比較形態学的調査その他一連の研究                                                            |
| 昭和44年度       | 論文調査部門                 | 田中正大                               | 日本庭園における自然と造形                                                                               |
| 昭和28から43年度 | 論文調査部門                 | 飯島亮                                 | 造園植物の分布に関する研究                                                                               |
| 昭和28から43年度 | 論文調査部門                 | 池ノ上容                               | 自然公園発達史に関する研究                                                                               |
| 昭和28から43年度 | 論文調査部門                 | 岡崎文彬                               | 西洋庭園史に関する一連の研究                                                                             |
| 昭和28から43年度 | 論文調査部門                 | 小沢知雄                               | 芝の日射要求度に関する研究                                                                               |
| 昭和28から43年度 | 論文調査部門                 | 金子九郎                               | 造園原論に関する一連の研究                                                                               |
| 昭和28から43年度 | 論文調査部門                 | 木村三郎                               | 地方及び国土計画に関する一連の研究                                                                       |
| 昭和28から43年度 | 論文調査部門                 | 久保貞                                 | 造園計画に関する基礎的研究                                                                               |
| 昭和28から43年度 | 論文調査部門                 | 小寺駿吉                               | 公園発達史に関する一連の研究                                                                             |
| 昭和28から43年度 | 論文調査部門                 | 小橋澄治                               | 法面緑化に関する研究                                                                                     |
| 昭和28から43年度 | 論文調査部門                 | 佐藤昌                                 | 公園緑地に関する一連の研究                                                                               |
| 昭和28から43年度 | 論文調査部門                 | 斉藤勝雄                               | 日本庭園の手法に関する一連の研究                                                                         |
| 昭和28から43年度 | 論文調査部門                 | 鈴木忠義                               | リクリエーション地域における利用に関する研究                                                             |
| 昭和28から43年度 | 論文調査部門                 | 田治六郎                               | 中国庭園史に関する一連の研究                                                                             |
| 昭和28から43年度 | 論文調査部門                 | 堤久雄                                 | 西芳寺庭園他日本庭園に関する研究                                                                         |
| 昭和28から43年度 | 論文調査部門                 | 中根金作                               | 日本庭園の保存並びに修復に関する一連の研究                                                               |
| 昭和28から43年度 | 論文調査部門                 | 針ヶ谷鐘吉                             | 西洋庭園史に関する研究                                                                                   |
| 昭和28から43年度 | 論文調査部門                 | 久恒秀治                               | 桂御所他日本庭園史に関する研究                                                                           |
| 昭和28から43年度 | 論文調査部門                 | 平山勝蔵                               | 日本庭園の手法に関する一連の調査研究                                                                     |
| 昭和28から43年度 | 論文調査部門                 | 本間啓                                 | 臨海埋立地緑化に関する研究                                                                               |
| 昭和28から43年度 | 論文調査部門                 | 前島康彦                               | 近世以降における公園緑地の発達に関する一連の研究                                                         |
| 昭和28から43年度 | 論文調査部門                 | 村田孝                                 | ペルシャ庭園に関する研究                                                                                 |
| 昭和28から43年度 | 論文調査部門                 | 森蘊                                   | 桂離宮他日本庭園史に関する一連の研究                                                                     |
| 昭和28から43年度 | 論文調査部門                 | 森脇竜雄                               | 都市公園に関する一連の研究                                                                               |
| 昭和28から43年度 | 論文調査部門                 | 横山光雄                               | 緑地計画に関する一連の研究                                                                               |
| 昭和24年度       |                              | 菅野義胤                               | 楽翁公の自然観と作庭                                                                                     |
| 昭和24年度       | 新田伸三                     | 樹林の遮音効果に関する実験的研究       | |
| 昭和24年度       | 吉川需                       | 飛鳥山における公園の発祥               | |
| 昭和25年度       |                              | 中島卯三郎                             | 後水尾天皇の行幸と桂御別業の完成年代                                                                     |
| 昭和25年度       | 中村貞一                     | 樹林の防火力の研究                     | |
| 昭和27年度       |                              | 江山正美                               | 現代の造園形態                                                                                           |